# 72
72（七十二）是71与73之间的自然数。

## 在数学
- 第51個合數，正因數有1、2、3、4、6、8、9、12、18、24、36和72。前一個為70、下一個為74。
質因數分解為{\displaystyle 2^{3}\times 3^{2}}。
- 第15個過剩數，真因數和為123，盈度為51。前一個為70、下一個為78。
  - 第16個半完全數，和為本身的其中一組因數為1、 2、 4、 6、 8、 9、 18、 24。前一個為66、下一個為78。
- 第9個普洛尼克數，為8與9的乘積。前一個為56、下一個為90。
- 第28個十进制的哈沙德數。前一個為70、下一個為80。
- 第40個十进制的奢侈數。前一個為70、下一個為74。
- 六維的吻數
- 最小的阿喀琉斯數
- 第3個25邊形數
- 正五邊形的每隻外角為72度
- 兩個連續五位質數（31469,31397）的差
- 4個連續質數之和：{\displaystyle {{{{13}+{17}}+{19}}+{23}}=72}
- 6個連續質數之和：{\displaystyle {{{{{{5}+{7}}+{11}}+{13}}+{17}}+{19}}=72}
- 最小的數可表達成兩個連續質數平方之差：{\displaystyle 11^{2}-7^{2}=\,}{\displaystyle {{{19}^{2}}-{{17}^{2}}}=72}

### 基本运算
| 乘法                             | 1  | 2   | 3   | 4   | 5   | 6   | 7   | 8   | 9   | 10  |  | 11  | 12  | 13  | 14   | 15   | 16   | 17   | 18   | 19   | 20   |
| -------------------------------- | -- | --- | --- | --- | --- | --- | --- | --- | --- | --- |  | --- | --- | --- | ---- | ---- | ---- | ---- | ---- | ---- | ---- |
| {\displaystyle {{72}\times {x}}} | 72 | 144 | 216 | 288 | 360 | 432 | 504 | 576 | 648 | 720 |  | 792 | 864 | 936 | 1008 | 1080 | 1152 | 1224 | 1296 | 1368 | 1440 |

## 在科学
- 鉿的原子序數[1]

## 在文化中
72是中国传统文化中具有丰富象征意义的数字之一，其内涵不仅体现在历法和农事分期上，还与五行思想、宗教祭仪、政治制度及儒家传说等多方面相互交织。古代中国以一年三百六十日为基本时间单位，将其划分为五等份（即五行），每份七十二日。

## 在其它领域中
- 七十二變
- 《水滸傳》中的七十二地煞星。
- 黃花崗七十二烈士
- 所羅門七十二柱魔神